# أسطورة أبطال الكوندور
أسطورة أبطال الكوندور (بالصينية: 射鵰英雄傳) هي رواية مستلهمة من صنف ووشيا (أبطال فنون القتال) من تأليف لويس تشا المعروف باسمه القلمي (جين يونغ). تعد الرواية الجزء الأول من ثلاثية تليها «عودة أبطال الكوندور» و «سيف السماء والتنين الصابر». تم نشرها لأول مرة بطريقة متسلسلة بين 1 يناير 1957 و19 مايو 1959 في صحيفة هونغ كونغ اليومية.
نقح المؤلف جين يونغ الرواية مرتين، كانت أول مرة في السبعينيات، ثم مرة تانية في الألفينيات. ويعد اسم الكوندور عنوانا غير دقيق في اللغة الإنجليزية حيث لا يوجد أي نوع من أنواع الكندور في الصين. في فبراير 2018، تم نشر ترجمة الرواية الأولى (من أصل أربعة) بعنوان ميلاد البطل.

## قصة الرواية
تدور أحداث الرواية خلال حروب جين سونغ. حيث عاش الشقيقان يانغ تيشين وغوه شياوسيان كوطنيين حلفاء منتصرين لسلالة هان وكارهين الغزاة من جورشن. متعهدين بأن أطفالهما اللذان سيولدون وجب أن يصبحا إما شقيقين حليفين (إذا ولد لهما ذكور) أو زوجين (إذا ولدا لهما ذكر وأنثى).
بعد وفاة الأخ غوه شياوسيان واختفاء يانغ تيشين، يكبر ابن غوه شياوسيان غوه جينغ في منغوليا تحت رعاية جنكيز خان حيث يتعلم فنون الدفاع عن النفس من "Seven Freaks of Jiangnan" وفنون ماو يو من مدرسة كوان شين، فضلا عن مهارات الرماية من القائد جبه نويان. في المقابل عاش ابن يانغ تيشين يانغ كانغ كابن لأمير جورشن. على الرغم من أنه تم تدريبه من قبل تشيو تشوجي التابع لمدرسة كوان شين، فإنه تعلم سرا فنون الشر المسماة «Nine Yin White Bone Clawء» من مي تشاوفينغ.
بحسب الرواية يعد غوه جينغ شابا صادقا ومخلصا وصالحا لكنه بطيء الفهم. في حين يعد يانغ كانغ شابا ذكيا لكنه ماكر وغادر. يلتقي الإثنين في نهاية المطاف مع بعضهم البعض رفقة زوجتيهما هوانغ رونغ ومو نيانشي. وتتبع المؤامرة الرئيسية مغامرات غوه جينغ وهوانغ رونغ ومواجهاتهما مع الخمسة الكبار. في هذه الأثناء، كان يانغ كانغ يتآمر مع الجورتشن ليحتل أرضه الأصلية أرض سلالة أسرة سونغ رافضا الاعتراف بعرقه وتبعيته لسلالة هان الصينية، ويندفع بقوة للحصول على الثروة والشهرة والمجد. يتم كشف النقاب عن غدره ببطء خلال الرواية في اللقاءات التي أجراها مع الأنصار.
بمساعدة غو جينغ، ينتصر الجيش المغولي على سلالة جين الحاكمة، ثم ينتقل بعد ذلك إلى سلالة سونغ الحاكمة. لكن غو جينغ لم يرد مساعدة المغول في مهاجمة أرضه الأصلية فغادر منغوليا. يعود غوه جينغ إلى أسرة سونغ ويساعد زملائه الهان الصينيين على مواجهة الغزو المغولي الوشيك. من ناحية أخرى، يموت يانغ كانغ مسموما بعد محاولة قتل هوانغ رونغ لكن انتهى به الأمر إلى ارتداد درعه المسموم عليه. يترك وراءه مو نيانشي وابنهم الذي لم يولد بعد والذي يدعى غوه جينغ يانغ غوه. في هذه الأثناء، يتوقف الغزو المغولي مؤقتًا عندما يموت جنكيز خان بشكل غير متوقع.